# Policía de Georgia
La Policía de Georgia es la principal fuerza de seguridad civil a nivel nacional en Georgia y depende del Ministerio del Interior. A diciembre de 2024, había más de 42.000 agentes de policía registrados.

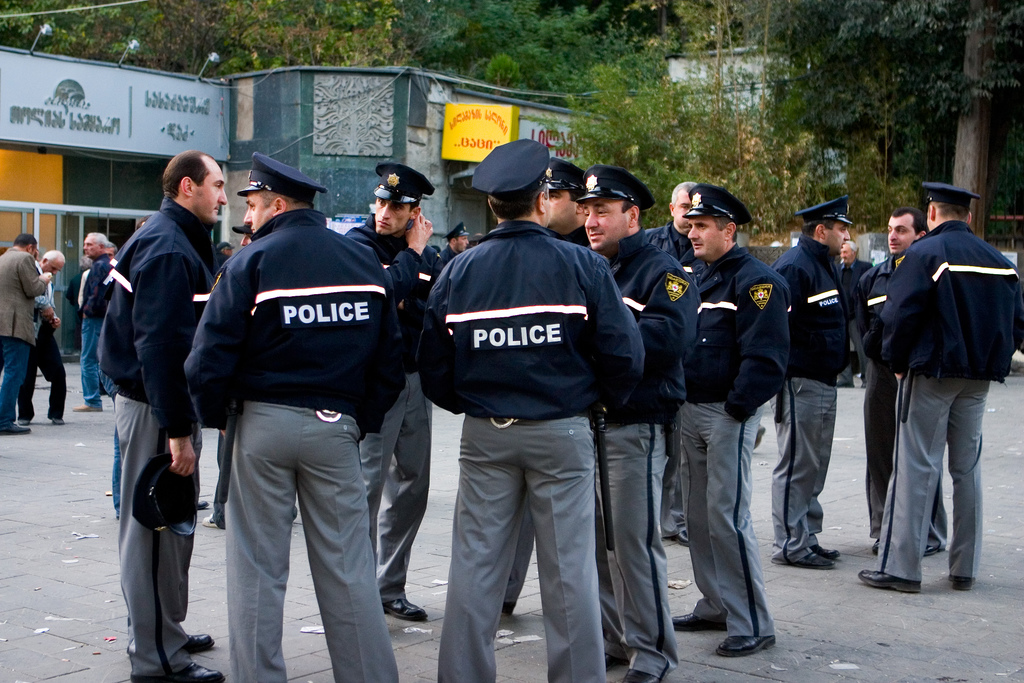
Policías georgianos en Tiflis en noviembre de 2007.

## Historia
La policía georgiana introdujo el servicio de emergencia 022 en 2004.Desde 2017, puedes contactar con la policía de Georgia mediante el número de teléfono de emergencia 112.

### Reestructuración
A mediados de la década del 2000, el Departamento de Policía de Patrulla del Ministerio del Interior de Georgia experimentó una transformación radical. En 2005, el presidente georgiano Mijail Saakashvili despidió a toda la fuerza policial de tráfico de la Policía Nacional de Georgia debido a la corrupción, que contaba con unos 30.000 agentes de policía en ese momento. 
Se construyó una nueva fuerza alrededor de nuevos reclutas. La Oficina de Asuntos Internacionales de Narcóticos y Aplicación de la Ley del Departamento de Estado de los Estados Unidos ha brindado asistencia para las actividades de capacitación. Patruli fue introducido por primera vez en el verano de 2005 para reemplazar a la policía de tránsito, que estaba acusada de corrupción.
Durante la reforma, a los policías se les obsequiaron nuevos coches Volkswagen y uniformes azul marino, con la palabra "Policía" escrita en la parte trasera. Se reemplazo las pistolas soviéticas Makarov PM por las israelíes Jericho-941SFL.
La Unidad de vídeo de capacitación para el control de la inmigración en Georgia (GIETVU) trabaja para mejorar los métodos de capacitación para los agentes encargados del control de inmigración.
En 2009, el Departamento de Estado de EE. UU. lanzó el Programa Internacional de Narcóticos y Aplicación de la Ley "El Programa de Intercambio de Georgia a Georgia", que ofrece a los policías georgianos cursos educativos en el estado de Georgia. En junio, Estados Unidos proporcionó 20 millones de dólares para estos cursos.

## Vehículos
- BMW E60 M5
- BMW F10 M5
- Sedán Ford Police Interceptor

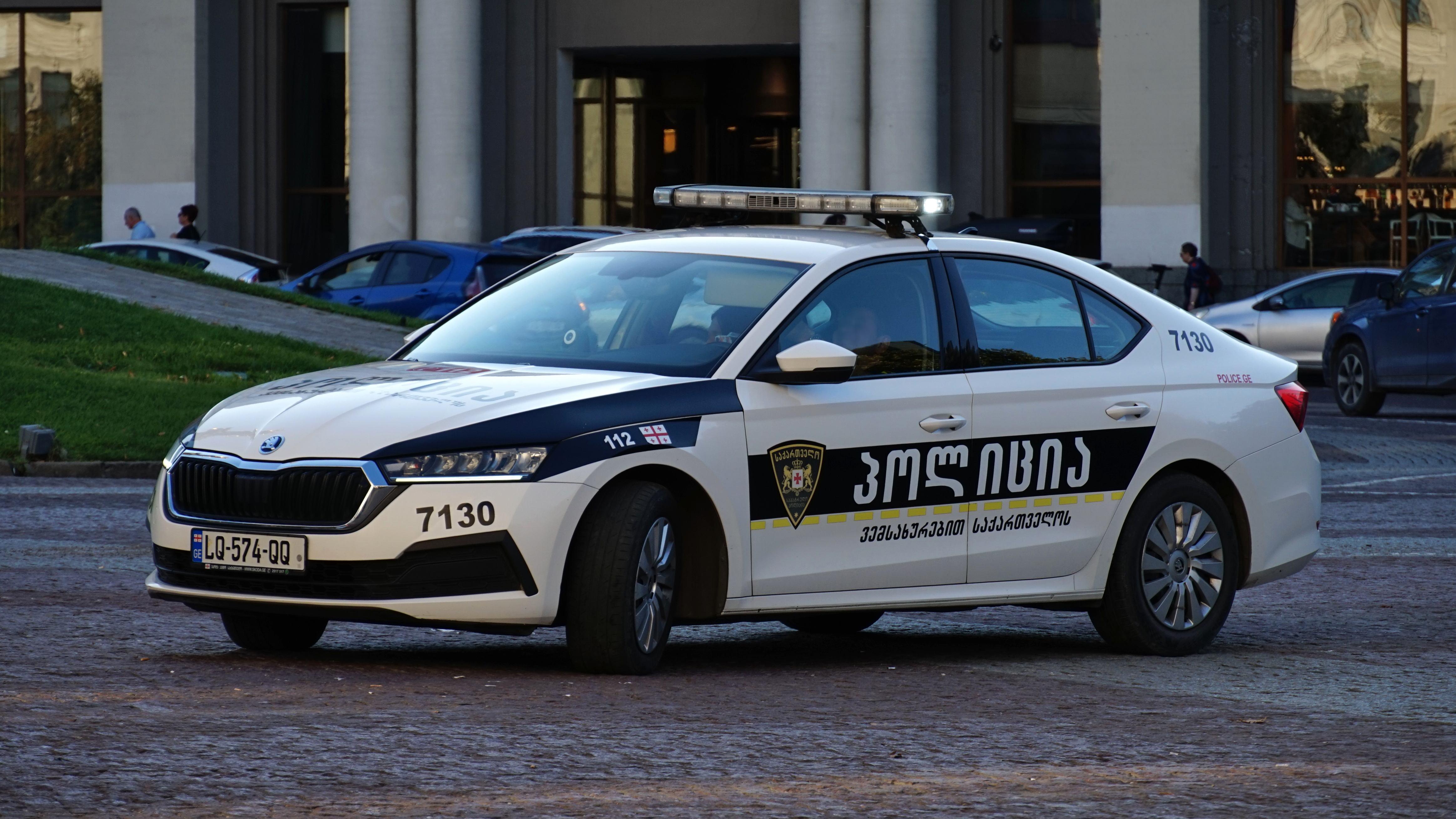
Coche patrulla de la policía georgiana Škoda Octavia IV.

- Vehículo utilitario Ford Police Interceptor
- Honda Insight
- Hyundai Getz
- Hyundai H-1
- Hyundai Ioniq
- Mitsubishi Colt
- Mitsubishi L200
- Mitsubishi Outlander
- Pontiac Aztek
- Skoda Octavia
- Skoda Rapid
- Toyota Corolla
- Toyota Hilux
- Volvo V70
- Volvo FH
- Porsche Panamera

## Armamento
| Arma           | Origen  |
| -------------- | ------- |
| Glock          | Austria |
| Yavuz 16       | Turquía |
| Jericho-941SFL | Israel  |